# ウーマンドリーム
『ウーマンドリーム』（Woman Dream）は、関西テレビ制作により、フジテレビ系列で1992年10月5日から12月14日まで放送されたテレビドラマである。放送時間は月曜22：00 - 22：54 (JST)。初回は30分拡大。キャッチコピーは、「あした、まばゆい、私。」
原作は小林信彦が朝日新聞に連載した『極東セレナーデ』。平均視聴率は12.0%（ビデオリサーチ調べ、関東地区）。
当時の月10ドラマは、基本的に1クールごとにタイトルを変えつつ、原則的に1回完結（オムニバス）形式のサスペンスを放送していたが、この作品は『ホテルウーマン』（1991年度10-12月期）に次ぐ連続物だった。朝倉利奈の女優への成長過程を描きながら展開するサスペンスであり、当時新鋭だった裕木奈江にとっても出世作であった。

## キャスト
- 朝倉利奈：裕木奈江
生き別れの母を探して長野県から単身上京。氷川に見出されたことで思いがけず、スターへの道を歩み始める。
- 氷川秋彦：内藤剛志
旭東商事の商社マン。上司の命を受けてスター発掘に奔走し、そんな中で出会った利奈の素質に目を付けて誘い、自分の手でスターに育て上げようとする。
- 大西比呂：芳本美代子
スターを夢見て日々頑張っている。利奈とはライバル関係になるが、互いを励まし合い続けて親友になっていく。
- 片貝米比古：林家こぶ平
比呂の友人で、放送作家志望。心は優しく、何かと比呂のことを励まし続ける。
- 広瀬明日雄：沢向要士
- 氷川厚子：南流石
氷川の妻。秋彦が利奈に強く魅かれてスターに育て上げようとしていることを知って、自分は女として不安に思うようになる。
- 氷川セレナ：流石組レイナ
秋彦と厚子の娘。
- 石塚南央子：泉本教子
- 筧英雄：北見敏之
- 石渡：石田太郎
- 坂崎：長谷川初範
- 大西都志子：春川ますみ
- 朝倉八重子：南美江
両親がすでに居ない利奈を、自分が親代わりとなって育てる。「あなたの母は死んだ」と利奈に言い聞かせて来たが、利奈の熱意に心が揺れ動く。
- 瀬木直樹：中条静夫
しおんを育て上げた敏腕マネジャー。しおんのわがままぶりに振り回され続けている。
- 若槻しおん：佐藤友美
国民的人気歌手にして大スター。しかしその素顔はわがままで冷たい。利奈のことを敵視してつぶしにかかろうとする。

（出典：）

## テーマ曲
主題歌含む9曲を収録した、コンピレーションアルバムも発売された。これについては、ウーマンドリーム (アルバム)を参照のこと。
- 主題歌
  - 「Bye For Now」T-BOLAN
- 挿入歌
  - 「泣いてないってば」裕木奈江
  - 「見上げてごらん夜の星を」裕木奈江
  - 「Good-by morning」宇徳敬子&近藤房之助
  - 「悲しき自由の果てに」川島だりあ
  - 「さよならには届かない」栗林誠一郎
  - 「〜My Blue〜ひとめだけでも」瀬木佑未子
  - 「一度だけのRainy Night」SO-FI
  - 「もう平気」神崎まき
  - 「WHATEVER LET YOU」三四朗
  - 「HALFMOON PARADISE」鳥山雄司
  - 「今日のさよなら、本当のさよなら」村松健
  - 「FOOT LOCKER」鳥山雄司
  - 「Dream, In My Love」矢嶋良介
  - 「Dreamin'」池森秀一

## スタッフ
- 製作：加藤哲夫
- 企画：元村武、山田剛
- 企画協力：酒井政利
- 原作：小林信彦『極東セレナーデ』
- 脚本：西岡琢也 （全話）
- 監督：中野昌宏、花堂純次
- 音楽プロデュース：長戸大幸
- インストアレンジ：旭純
- 選曲：合田豊
- プロデュース：小川誠、井上裕紀、見留多佳城
- 技術協力：ビデオフォーカス
- 制作協力：東映ビデオスタジオ
- 制作：関西テレビ、G・カンパニー

## サブタイトル
| 話数 | 放送日         | サブタイトル                         | 演出     |
| ---- | -------------- | ------------------------------------ | -------- |
| 1    | 1992年10月5日  | 君をスターにしたい                   | 中野昌宏 |
| 2    | 1992年10月12日 | 対決! 母を捜す少女vsマグロ男         | 中野昌宏 |
| 3    | 1992年10月19日 | 母を捜す少女、なんとイタリアへ行く!  | 花堂純次 |
| 4    | 1992年10月26日 | 突然スターに! ローマの夜はフ・シ・ギ | 花堂純次 |
| 5    | 1992年11月2日  | 恐るべし! 商社のスター計画           | 花堂純次 |
| 6    | 1992年11月9日  | 誰かが…不気味なファンレター          | 中野昌宏 |
| 7    | 1992年11月16日 | いま明らかに…母と娘の真実!           | 花堂純次 |
| 8    | 1992年11月23日 | 一年後の変身! マドンナは闘う         | 花堂純次 |
| 9    | 1992年11月30日 | 私、なります! 母の身代わりに         | 中野昌宏 |
| 10   | 1992年12月7日  | マグロ男との別離                     | 花堂純次 |
| 11   | 1992年12月14日 | ラストシーンは自分で決める…          | 中野昌宏 |